# أندرياس كوباسيس باشا
أندرياس كوباسيس باشا هو سياسي عثماني شغل منصب والي في الدولة العثمانية.

## مناصبه
تولى المناصب التالية:
- أمير ساموس (يناير 1908–22 مارس 1912)